# Artemistemplet i Efesos

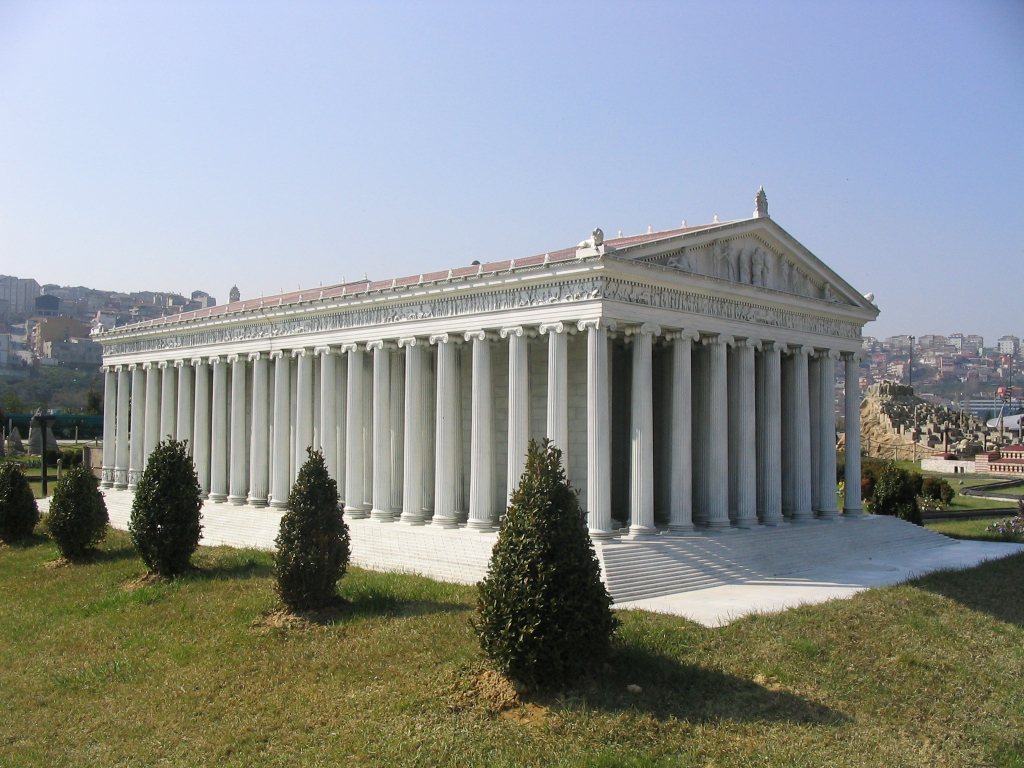
Modell av Artemistemplet, Miniatürk, Istanbul, Turkiet.

Artemistemplet i Efesos var en av de viktigaste vallfartsorterna i antiken och berömt i hela Medelhavsområdet.
Det finns med i den äldsta listan över antikens sju underverk och anses där som det främsta. Det var redan då, andra århundradet f.Kr., nästan tusenårigt och det var berömt för sin skönhet och sina kolossala dimensioner. Det ansågs vara dåtidens största byggnad helt byggd i marmor (även om man i dag anser att taket måste varit en träkonstruktion).

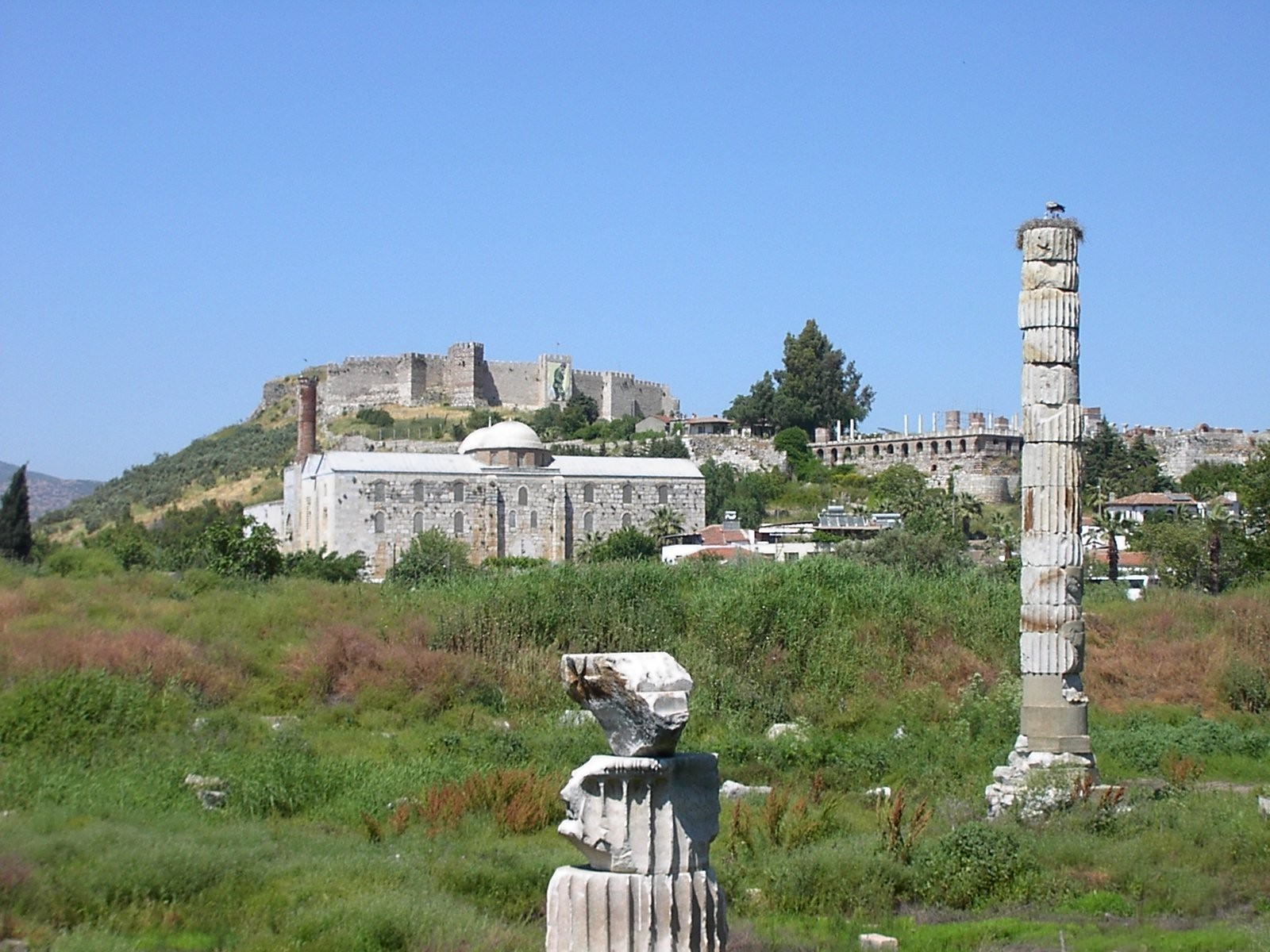
Nutida bild på templet.

## Historia
Enligt tradition skall Artemistemplet ha grundats av amazoner. Runt 1000 f.Kr. koloniserades området kring Efesos av greker och deras jaktgudinna Artemis kom att smälta samman med en kult kring en modergudinna som tidigare dyrkats på platsen. Den något speciella Artemis-gestalt som dyrkades i Efesos brukar kallas Artemis Efesia. Själva templet nämns först i samband med att kimmerierna invaderade på 600-talet f.Kr. och förstörde templet. Kung Krösus av Lydien återuppbyggde Artemistemplet hundra år senare. Det templet brukar kallas det arkaiska och hade kolossala dimensioner, det var 125 x 60 meter stort och 25 meter högt. 356 f.Kr. brändes det enligt traditionen ner av Herostrates som ville att hans namn skulle bli odödligt genom dådet. Det påstås att det skedde samma natt som Alexander den store föddes och var möjligt eftersom Artemis därför var borta och biträdde med arbetet vid födelsen.
Alexander erbjöd senare att bygga upp templet men efesierna tackade nej då de de ville förbli oberoende. Istället byggde de själva upp templet enligt samma dimensioner som det arkaiska templet haft. Det hellenistiska templet stod i 500 år fram till 263 e.Kr. då det förstördes av goter (enligt Jordanes skrift Getica). Dessa plundrade templets alla rikedomar och förstörde templets fortsatta möjligheter till bankverksamhet. Så småningom byggdes det upp igen men fick aldrig samma ställning som innan.  Men framför allt var det den snabbt framväxande kristendomen som blev orsak till templets nedgång. Paulus hade redan runt år 50 grundat en församling i Efesos och det berättas i Apostlagärningarna om de problem han hade på platsen med anhängare till Artemis Efesia. Ännu på 500-talet fanns det fortfarande stora mängder av kult-utövare trots att de gamla kulterna förbjudits när religionsfriheten avskaffades under förföljelserna mot hedningarna år 392.
Templet försvann slutgiltigt under slutet av 500-talet då det först användes som stenbrott när Johannes-basilikan i Efesos byggdes och resterna sedan förstördes genom jordbävningar och platsen förvandlades till ett träsk.

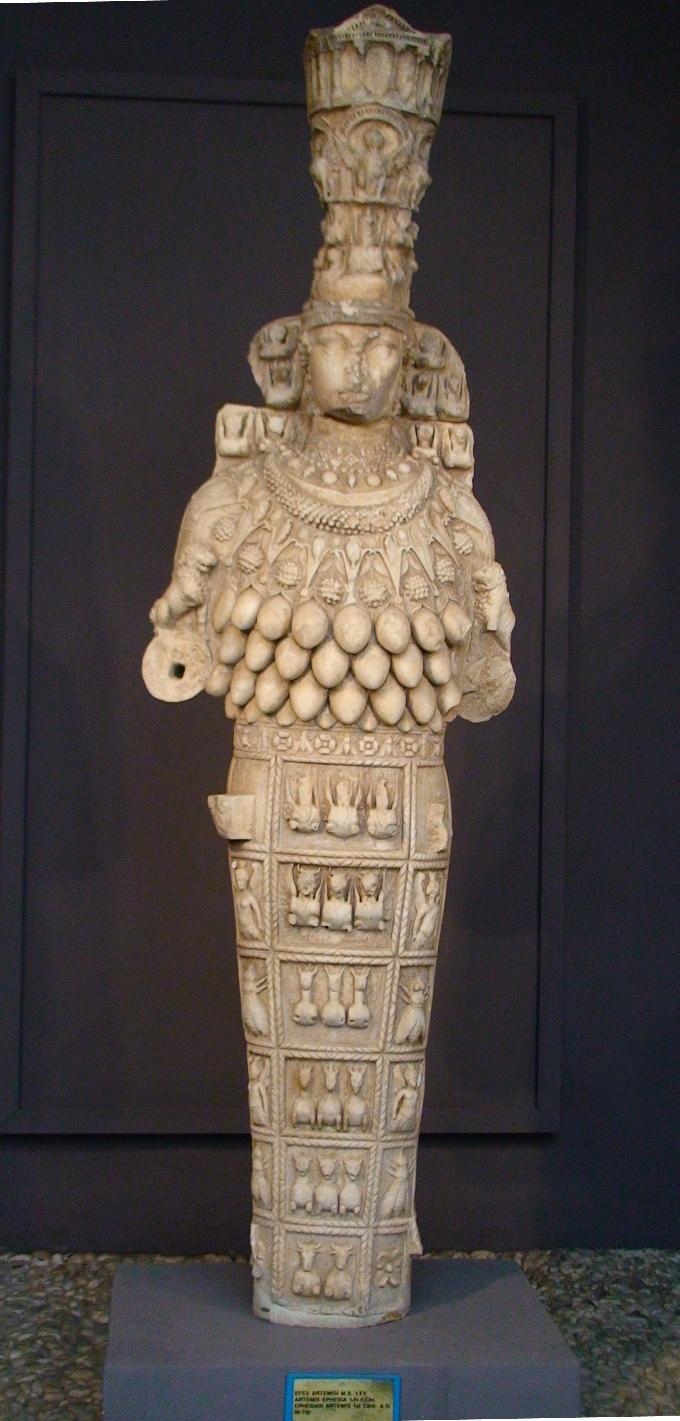
Artemis Efesia-skulptur, 100-talet e.Kr.

## Återupptäckt och arkeologi
Artemistemplet eftersöktes av många från medeltiden och framåt men återfanns först 1863 av engelsmannen J.T. Wood efter sju års sökande utifrån antika beskrivningar. Han fann dock inte mer än platsen och enstaka byggnadsdetaljer. 1905 påbörjades utgrävningar av D.G. Hogarth och sedan av österrikiska arkeologer. Arkeologiskt arbete på platsen har varit komplicerat då marken är mycket fuktig. 1965 hittade man det stora offeraltaret. Eftersom utgrävningar bedrivits av arkeologer från olika länder så har fynden hamnat på olika platser, på British Museum, Ephesosmuseet i Wien, arkeologi-museet i Istanbul och i det arkeologiska museet i Seljuk (det moderna turkiska namnet på Efesos).

## Kulten
Efesos var en viktig plats under antiken och hade handelsförbindelser med hela medelhavet och var en viktig religiös plats. Artemis Efesia var en kombination av en modergudinna, med viktiga egenskaper av barnbörds-gudinna och beskyddare av barn, och av Artemis egenskaper som jungfru och jaktgudinna. Kulten var en mysteriekult och gudinnan dyrkades främst av kvinnor men hon var även staden Efesos skyddsgudinna samt utgjorde en politisk makt. Kring templet fanns även konstmuseum, en bankettsal, gästhem för asylsökande samt ett sidotemplet för kejsarkulten som Artemis Efesia var associerad med. I templet utövades även bankverksamhet och man kunde lämna in föremål och pengar i en sorts bankfack.